# Groupe de NGC 108
Le groupe de NGC 108 comprend au moins 6 galaxies situées dans la constellations d'Andromède. La distance moyenne entre ce groupe et la Voie lactée est d'environ 65,2 Mpc (∼213 millions d'al). 

## Membres
Le tableau ci-dessous liste les 6 galaxies du groupe dans l'ordre indiquées dans l'article de A.M. Garcia paru en 1993.   
| Nom         | Classification | Type           | α (J2000.0)   | δ (J2000.0) | Vitesse radiale (km/s) | Magnitude apparente | Distance (Mpc) | Dimension (kal) |
| ----------- | -------------- | -------------- | ------------- | ----------- | ---------------------- | ------------------- | -------------- | --------------- |
| NGC 97      | E0?            | Elliptique     | 00h 22m 30.0s | 29° 44′ 43″ | 4766 ± 13              | 12,3                | 65,5 ± 4,6     | 109             |
| NGC 108     | (R)SB(r)0+     | Lenticulaire   | 00h 25m 59.7s | 29° 12′ 43″ | 4737 ± 25              | 12,1                | 65,6 ± 4,6     | 151             |
| UGC 310     | Scd?           | Spirale        | 00h 31m 17.7s | 28° 59′ 37″ | 4655 ± 2               | 13,84               | 63,9 ± 4,5     | 69              |
| CGCG 500-15 | ?              | ?              | 00h 24m 36.9s | 29° 17′ 14″ | 4762 ± 72              | 14,8                | 65,4 ± 4,7     | 67              |
| UGC 234     | Scd?           | Spirale        | 00h 24m 46.5s | 29° 33′ 38″ | 4668 ± 10              | 13,68               | 64,0 ± 4,5     | 74              |
| MGC 5-2-11  | SB?            | Spirale barrée | 00h 25m 13.3s | 30° 02′ 12″ | 4855 ± 9               | 14,90               | 66,8 ± 4,8     | 61              |

Le site DeepskyLog permet de trouver aisément les constellations des galaxies mentionnées dans ce tableau ou si elles ne s'y trouvent pas, l'outil du site constellation permet de le faire à l'aide des coordonnées de la galaxie. Sauf indication contraire, les données proviennent du site NASA/IPAC.